# Sweet and Low-Down
Sweet and Low-Down ist ein US-amerikanischer romantischer Musicalfilm von Archie Mayo aus dem Jahr 1944. Die Hauptrollen im Film, der sich fiktiv mit einem Lebensabschnitt von Benny Goodman beschäftigt, spielen Benny Goodman selbst und Linda Darnell sowie Jack Oakie und Lynn Bari.
Das Drehbuch von Richard English geht auf eine Originalgeschichte zurück, die er zusammen mit Edward Haldeman geschrieben hatte. Der Film war für einen Oscar in der Kategorie „Bester Song“ nominiert.

## Handlung
Benny Goodman und seine Band haben ihr jährliches kostenloses Konzert im Chicagoer Dearborn Settlement, wo Benny aufgewachsen ist, veranstaltet und wollen gerade zu ihrem nächsten Engagement aufbrechen, als Goodmans Klarinette von einem Jungen namens Tony Birch gestohlen wird. Der Bandleader und sein Manager und Freund Popsie verfolgen den Knaben und gelangen zu einer Mietwohnung, wo Johnny, der Bruder des Jungen, Posaune spielt, was der eigentliche Anlass des Halbwüchsigen war, der Goodman mit seiner Aktion dorthin locken wollte. Seine Rechnung geht tatsächlich auf, denn Goodman bietet dem jungen Mann einen Job in seiner Band an. Die drei Männer begeben sich zum Bahnhof, wo Johnny den dort schon wartenden Bandmitgliedern vorgestellt wird. Im Zug entdeckt Johnny Pat Sterling und hält sie für eine Autogrammjägerin, bis Popsie ihm erklärt, dass sie die Sängerin der Band sei. Johnny entschuldigt sich bei Pat, die sogleich mit ihm zu flirten beginnt. Popsie bittet Pat, den naiven jungen Mann in Ruhe zu lassen.
Als die Band sich am nächsten Tag auf einen Militärball vorbereitet, ist sie überrascht, als ihr Gastgeber sich als General Carmichael herausstellt, ein Teenager der örtlichen Militärakademie. Für Benny ist es jedoch keine Frage, er wird sein Engagement einhalten. Zum Konzert bringt Carmichael seine Tante Trudy Wilson mit, die ihn mit seinem Spitznamen „Mogie“ anspricht. Er hat sie überredet sich so zu kleiden, dass die anderen Burschen denken, sie wäre sein Date. Selbst Benny, der Trudys Familie kennt, ist überrascht, als er sie sieht.
Obwohl Johnny bei seinem ersten Konzert nervös ist, zeigt er eine gute Leistung, besonders in den Soli, die Benny ihm großzügig zugesteht. Benny vertraut Trudy an, dass Pat ihn leicht hinters Licht führen könne, da er sehr vertrauensvoll sei. Bennys Versuch, Trudy Einfluss auf Johnny nehmen zu lassen, geht allerdings schief, da er glaubt, sie sei ein Teenager. Als die Band später ein Konzert in New York gibt, zu dem Benny Trudy einlädt, glaubt die eifersüchtige Pat, Johnny von ihr fernhalten zu müssen. Johnny ist jedoch beeindruckt von Trudys freundlicher Art und nimmt sie zu einer Jam-Session mit. Dort kommt es zu einem Disput mit Benny, bei dem Johnny überreagiert. Trudy versucht ihn zu beruhigen, aber Johnny entgegnet überheblich, dass er es schaffen wolle und werde, berühmt zu werden.
Tatsächlich wächst Johnnys Ruhm in den folgenden drei Monaten, was seinem Ego aber eher schadet. Als er den aalglatten Agenten Lester Barnes kennenlernt, kann der ihn mit der Aussicht auf hohe Gagen überreden, Benny zu verlassen und seine eigene Band mit Pat als Sängerin zu gründen. Obwohl seine Familie und Popsie ihn kritisieren, undankbar gegenüber Benny zu sein, wirbt er auch noch einige von dessen Musikern ab. Anfangs sieht es so aus, als ginge sein Plan auf, aber auf Dauer übt er auf die Menschen nicht die Anziehungskraft aus, die Benny hat und der anfängliche Besucherstrom nimmt schnell ab. Daraufhin kehren Pat und die abgeworbenen Musiker zu Benny zurück und Johnny geht zurück nach Chicago um wieder in der Fabrik zu arbeiten. Er weiß, dass er Fehler begangen hat, schämt sich aber zu sehr, Benny noch einmal um eine Chance zu bitten. Popsie sorgt dann doch noch dafür, dass es zu einer Versöhnung zwischen Benny und Johnny kommt.

## Produktion

### Produktionsnotizen
Die Arbeitstitel des Films lauteten The King of Swing und Moment for Music. Laut Informationen der Rechtsabteilung von 20th Century Fox Records und der Produced Scripts Collections, die sich in der UCLA Arts-Special Collections Library befanden, trug Benny Goodman zu der unveröffentlichten Original-Filmgeschichte The King of Swing von Richard English bei ebenso wie Edward Haldeman, der den musikalischen Teil von Goodmans Biografie beisteuerte. In der Fachzeitschrift der Filmindustrie The Hollywood Reporter vom 21. Juni 1943 wurde in einer Nachricht darauf hingewiesen, dass das Studio Goodmans Lebensgeschichte für die Produktion erworben habe. Obwohl Goodman, der populär als King of Swing war, und einige seiner Bandmitglieder sich im Film selbst spielten, handelt es sich nicht um eine Biografie des Bandleaders. Wie Dokumente in den Rechtsakten belegen, wollte Goodman das auch nicht. Im Jahr 1956 porträtierte Steve Allen den berühmten Klarinettisten in The Benny Goodman Story, einem Film, der von Valentine Davies für Universal International Pictures geleitet wurde. Die Dreharbeiten begannen am 24. Januar und endeten Mitte März 1944.

### Stab und Besetzung
Laut einem Bericht im Hollywood Reporter im Juni 1943 wurde Irving Cummings als Regisseur gehandelt. Anfang Januar 1944 verkündete die Zeitschrift, dass Gale Robbins für die Rolle von Pat Sterling feststehe und Jane Ball für die Rolle von Trudy Wilson in Betracht gezogen werde. Obwohl auch June Haver in der Besetzungsliste auftauchte, war sie im fertigen Film nicht zu sehen. Lynn Bari schien bei Century Fox auf die Rolle der Big-Band-Sängerin abonniert zu sein, sie spielte eine ähnliche Rolle bereits in dem Revuefilm Adoptiertes Glück und in Archie Mayos Musicalfilm Orchestra Wives. In den beiden erstgenannten Filmen wurde ihre Stimme ironischerweise von Pat Friday synchronisiert und in diesem Film von Lorraine Elliot. James Cardwells Posaunenspiel wurde von Bill Harris ausgeführt. Dickie Moore hatte bereits in den 1940er-Jahren in mehreren Fox-Filmen wie beispielsweise Heaven Can Wait mitgespielt. Die Gesangsgruppe The Pied Pipers war ebenso im Film zu sehen wie der große Jazzpianist des Swing Jess Stacy.
Studioaufnahmen weisen aus, dass eine Sequenz mit Goodmann und seiner Band aufgenommen wurde, in der sie den Song Stompin’ at the Savoy spielen. Die Szene ist jedoch in der Endfassung des Films nicht enthalten. Anscheinend wurde sie lediglich für den gezeigten Trailer produziert.
Für die Filmbauten trugen Maurice Ransford und Lyle R. Wheeler sowie Thomas Little und Walter M. Scott die Verantwortung. W. D. Flick und Harry M. Leonard waren für den Ton zuständig, Fred Sersen für die speziellen fotografischen Effekte.

### Hintergrund

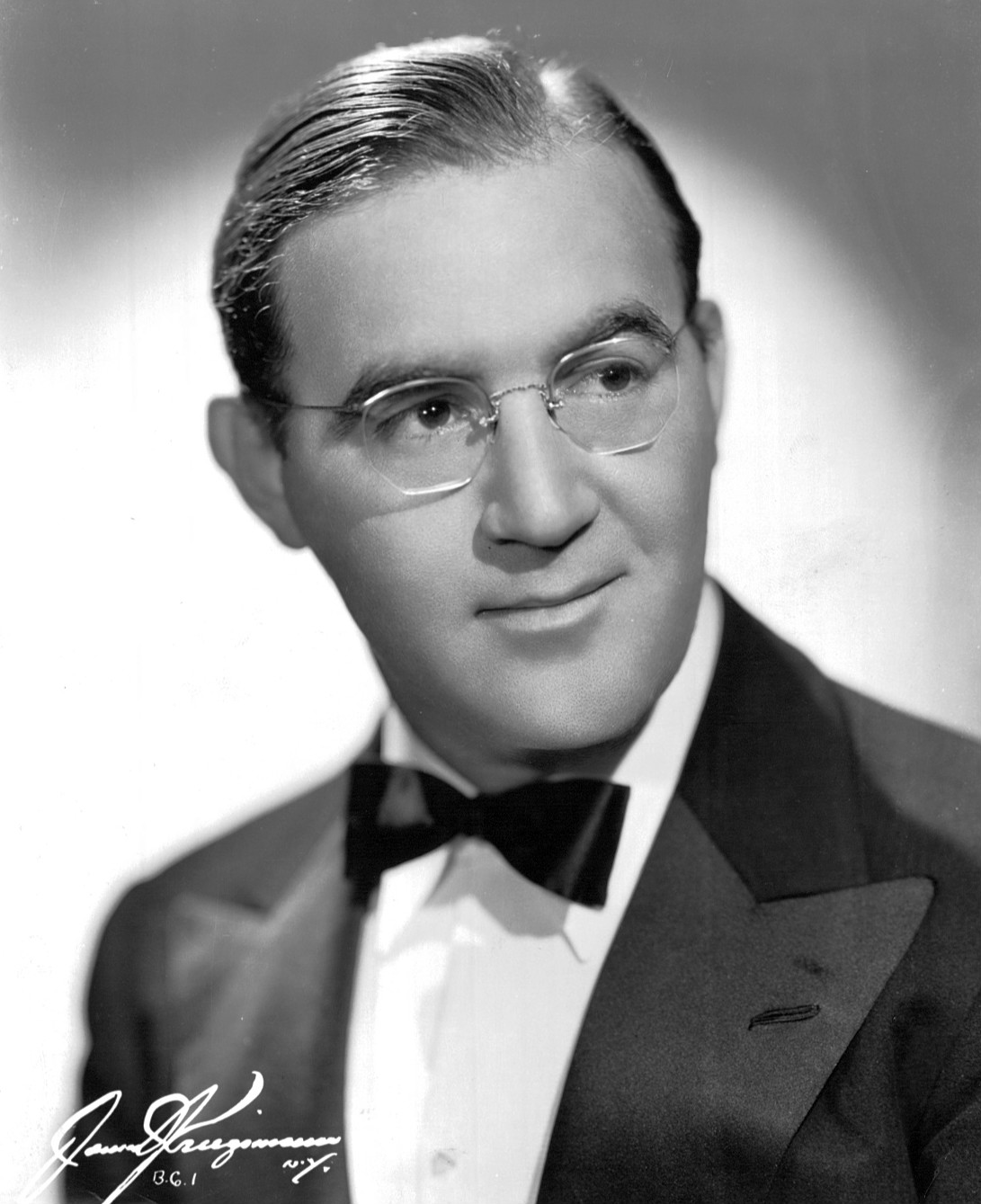
Benny Goodman (1942)

Twentieth Century Fox hatte bereits mit dem Revuefilm Adoptiertes Glück (1941) mit Sonja Henie und dem Musicalfilm Orchestra Wives (1942) Kassenschlager produziert und wollte die Popularität der Big Bands weiter ausnutzen. 1944 war jedoch nicht gleichzusetzen mit den Jahren 1941/1942. Miller und seine Band gehörten der Army Air Force an und machten Unterhaltungssendungen fürs Militär, die auch Propaganda enthielten. Glenn Miller verschwand im Dezember 1944 während eines Fluges über den Ärmelkanal. Das Studio wandte sich dann mit dem Film Sweet and Low-Down einem seiner größten Rivalen zu, Benny Goodman und seinem Orchester.
Der Film stellt eine fiktive Version des Lebens von Benny Goodman, seiner Band und ihres Managers während der Zeit dar, da er zur Unterhaltung in Militärlagern spielte. Der erfahrene Komiker Jack Oakie spielte in einer fiktionalisierten Version Goodmans Manager William „Popsie“ Randolph, der für die Lacher im Film sorgte. Der oscarnominierte Song I’m Making Believe wurde in einer Coverversion von Ella Fitzgerald gesungen und war Ende 1944 ein Nummer-eins-Hit in den USA. Da der Kameramann Lucien Ballard einen Tag aussetzen musste, übernahm der damalige Ehemann von Linda Darnell, der Kameramann J. Peverell Marley, und nahm die Kussszene seiner Frau mit James Cardwell auf.
Für Benny Goodman und Jack Oakie war es nicht ihre erste Zusammenarbeit. Oakie hatte Mitte der 1930er-Jahre eine Radiosendung mit dem Titel The Oakie College, alternativ auch als The Camel Caravan bezeichnet, in der Goodman und seine Band als sogenannte Hausband spielten. Die damals zwölfjährige Judy Garland gab dort ihren Einstand als Sängerin. Sweet and Low-Down diente dazu, die Bigband-Fans ins Kino bringen, die Godman hören wollten.

### Musik im Film
- I’m Making Believe von James V. Monaco und Mack Gordon,
gespielt von Benny Goodman and His Orchestra, gesungen von Lynn Bari resp. Lorraine Elliott, zudem öfter als Backgroundmusik im Film zu hören
- Ten Days with Baby, wie zuvor,
getanzt von Jack Oakie
- Chug Chug Choo-Choo Chug, wie zuvor
- Hey Bub! Let’s Have a Ball, wie zuvor
- I’ve Found a New Baby von Jack Palmer und Spencer Williams, arrangiert von Fletcher Henderson,
gespielt von Benny Goodman an His Orchestra im Settlement House
- Jersey Bounce von Bobby Plater, Edward Johnson, Tiny Bradshaw und Buddy Feyne,
gespielt wie zuvor, jedoch auf dem Abschlussball
- No Love, No Nothin’ von Harry Warren und Leo Robin, gespielt wie zuvor
- Down Argentine Way von Warren und Gordon,
gespielt von einer lateinamerikanischen Band in einem New Yorker Nachtclub
- I, Yi, Yi, Yi, Yi (I Like You Very Much), wie zuvor
- Let’s Dance von Fanny Baldridge, Josef Bonime und Gregory Stone,
gespielt von Benny Goodman and His Orchestra
- The World Is Waiting for the Sunrise von Ernest Seitz und Gene Lockhart,
gespielt: wie zuvor
- Rachel’s Dream von Benny Goodman aus dem Musical Swingin’ the Dream von 1939,
vorgetragen von Benny Goodman, Morey Field, Jess Stacy und Sid Weiss
- Klarinettenquintett in A-Dur KV 581 von Wolfgang Amadeus Mozart, arrangiert von Benny Goodman,
vorgetragen von Benny Goodman und Quartett
- Stompin’ at the Savoy von Benny Goodman, Chick Webb, Edgar Sampson und Andy Razaf,
aufgenommen für den Film von Benny Goodman and His Orchestra (jedoch in der Endfassung nicht enthalten, aber im gezeigten Trailer)

### Veröffentlichung
Die Uraufführung des Films fand am 21. September 1944 in Los Angeles statt. In Schweden und Finnland wurde der Film 1945 veröffentlicht, in Mexiko und Portugal 1946 und in den Niederlanden 1957. Auch in Brasilien war der Film im Kino zu sehen. In den USA wurde er am 30. August 2018 auf dem Cinecon Film Festival gezeigt. In der Bundesrepublik Deutschland wurde der Film nicht gezeigt.

## Rezeption

### Kritik
Bosley Crowther schrieb in der New York Times, man könne nicht erwarten, ein unsterbliches Drama über einen Posaunisten in einem Film über Benny Goodman zu finden, auch nicht in einer fiktiven Fabel. Aber man habe über dieses Thema etwas Frischeres erwarten können als diese kraftlose und ermüdende Romanze. Dieser routiniert von Century Fox erstellte Film warte zudem mit eher hölzern spielenden Schauspielern wie James Cardwell als Posaunist im Cinderella-Stil auf. Zwar seien Lynn Bari und Linda Darnell ebenso dekorativ wie die weiteren Mädchen und Benny Goodmans Musik sei durchaus geschmeidig. Außerhalb seiner musikalischen Darbietungen zeige Goodman jedoch deutlich, dass die Filmhandlung eher eine langweilige Fiktion sei, die das Talent seiner Band nicht wirklich verdiene.
Im Los Angeles Examiner bemerkte die Kolumnistin Dorothy Manners, Lynn Bari komme im Film am besten weg, weil sie einfach mehr Chancen habe, zu glänzen. Linda Darnell hingegen habe einfach nicht genug zu tun tun, auch wenn sie dabei schön aussehe.
Der Movie & Video Guide resümierte, der Film biete eine „thin story“ (dünne Geschichte) lobte aber die Musik: „However, the King of Swing and his boys really cook, from the opening credits on, the jam session sequence is especially hot“. (Der König des Swing und seine Jungs kochen wirklich, von Anfang an ist die Abfolge der Jam-Session besonders heiß.)

### Auszeichnung
Oscarverleihung 1945
- Nominierter: James V. Monaco (Musik) und Mack Gordon (Text) mit dem Song I’m Making Believe in der Kategorie „Bester Song“
Der Oscar ging an Jimmy Van Heusen und Johnny Burke für ihren Song Swinging on a Star aus dem Filmdrama Der Weg zum Glück.